# Valuelh
Valuelh (en francès Valeuil) és un municipi francès situat al departament de la Dordonya i a la regió de la Nova Aquitània.

## Demografia
| 1962                                       | 1968 | 1975 | 1982 | 1990 | 1999 | 2007 |
| ------------------------------------------ | ---- | ---- | ---- | ---- | ---- | ---- |
| 323                                        | 286  | 267  | 290  | 283  | 356  | 412  |
| Des de 1962: població sense dobles comptes |      |      |      |      |      |      |

## Administració
| Període   | Identitat         | Partit |
| --------- | ----------------- | ------ |
| 1959-1983 | Jean Rabier       |        |
| 1983-1995 | Guy Gironce       |        |
| 1995-2001 | Odette Bacharetie |        |
| 2001      | Pascal Mazouaud   |        |